# Oosterse haagbeuk
De oosterse haagbeuk (Carpinus orientalis) is een boom uit de berkenfamilie (Betulaceae). De wetenschappelijke naam van de soort werd gepubliceerd door Philip Miller in 1768.

## Kenmerken
Het is een kleine haagbeukensoort die tot circa 5 meter hoog wordt. De bladeren zijn ovaal en 3 à 4 cm lang. De bladrand is dubbel gezaagd en heeft een scherp bladeinde. De kroon is doorgaans goed ontwikkeld met dichte vertakkingen. De bovenzijde van het blad is donkergroen en is lichter aan de onderzijde. De bladsteel is 0,4 à 0,6 cm lang en is behaard. De schors is lichtgrijs en redelijk glad.

## Verspreiding
De soort komt voor in het noordoosten van Italië, Sicilië, Hongarije, Moldavië, Roemenië, de Balkan, de Krim, het zuiden van Rusland, de Zuidelijke Kaukasus, Anatolië, het noorden van Iran en de Levant.

## Afbeeldingen

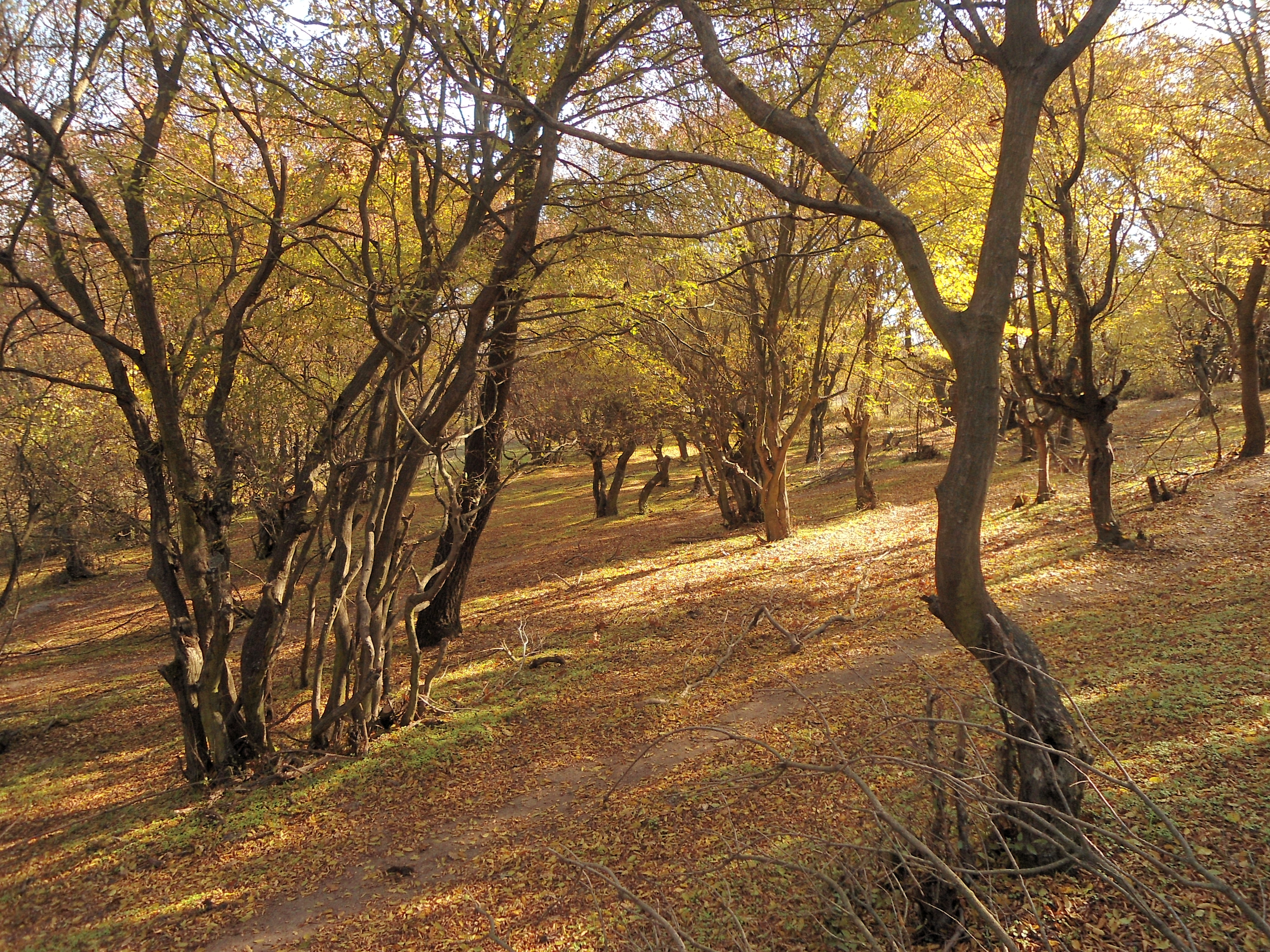
Groeiwijze
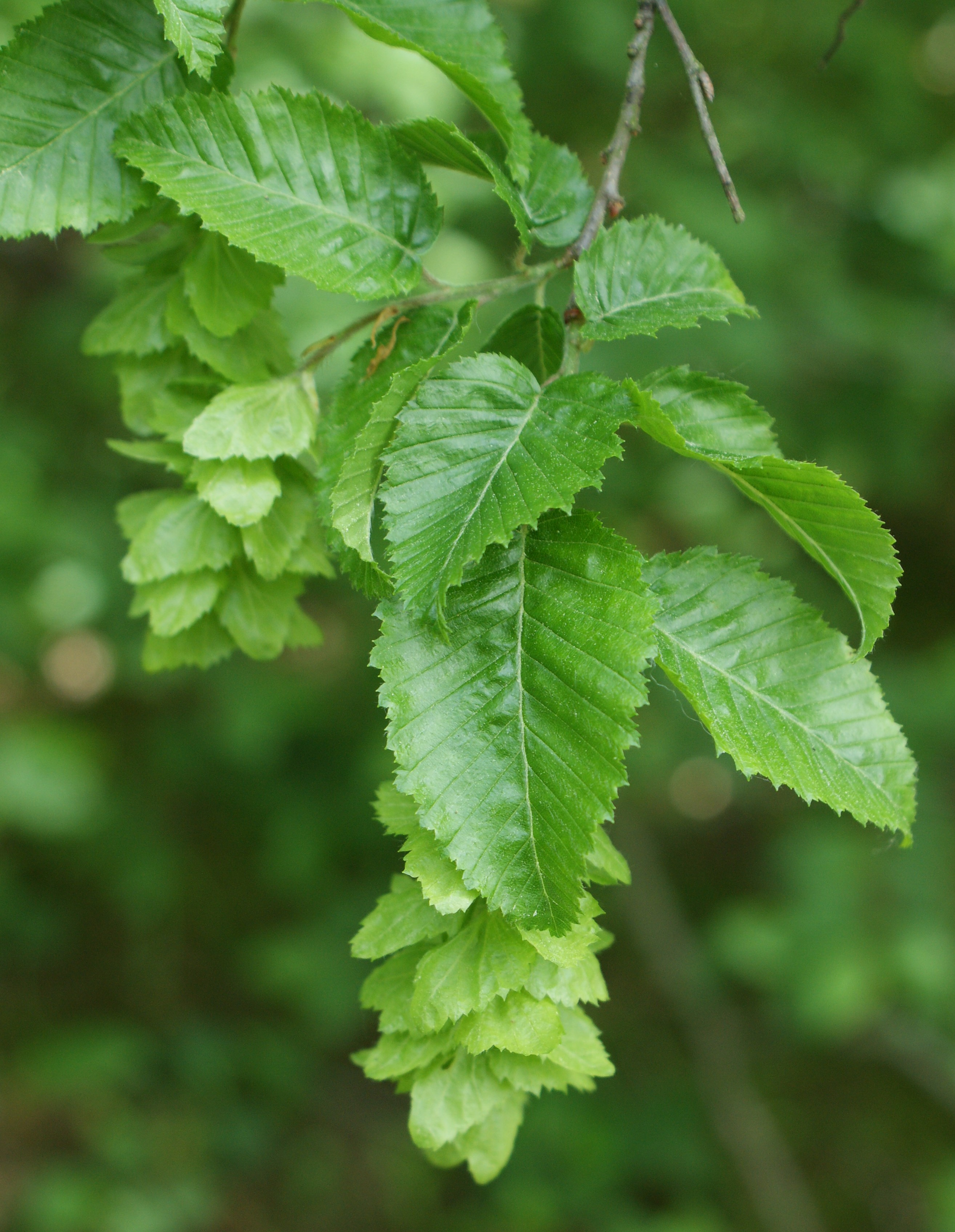
Bladeren
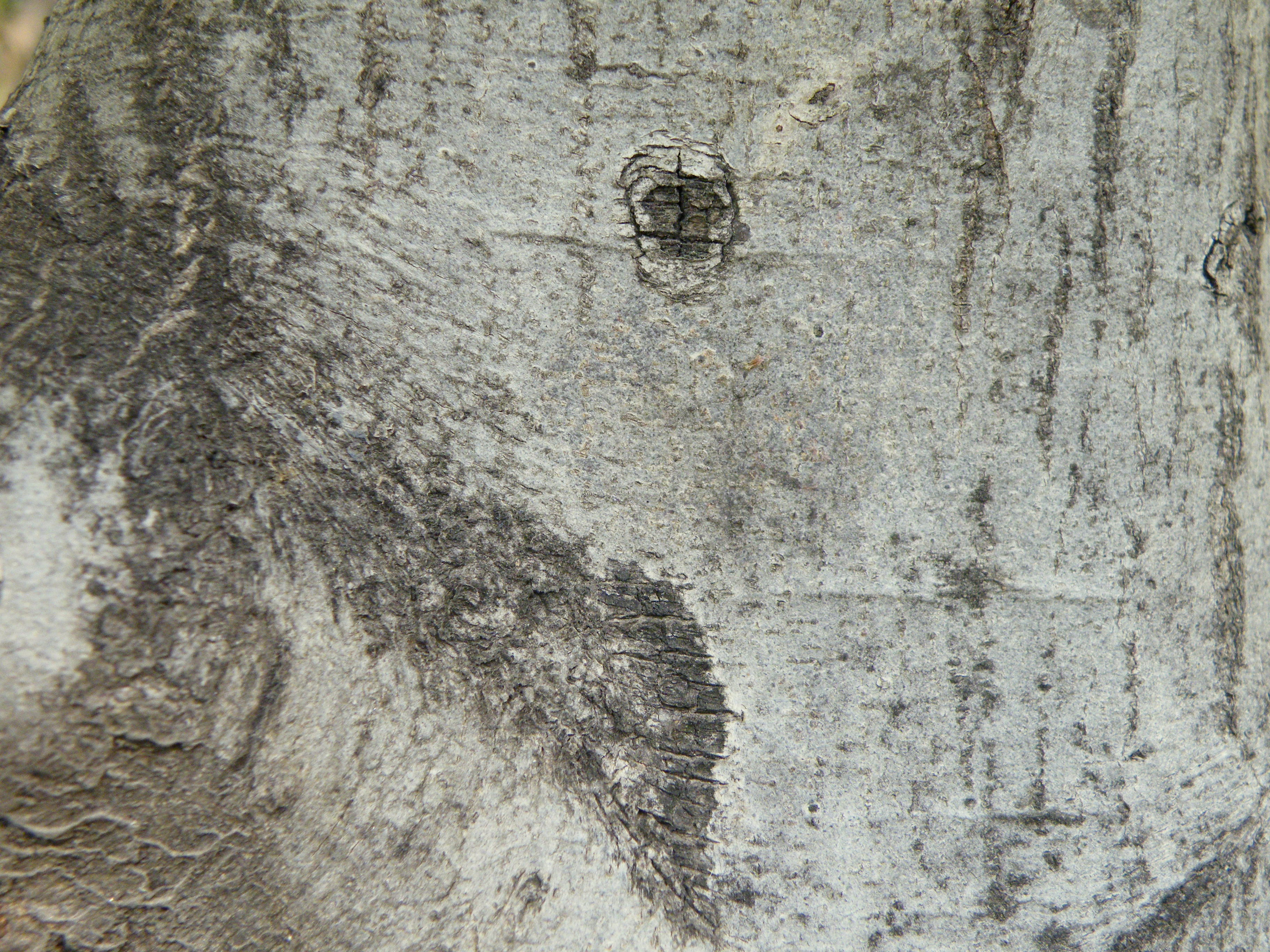
Structuur van de schors
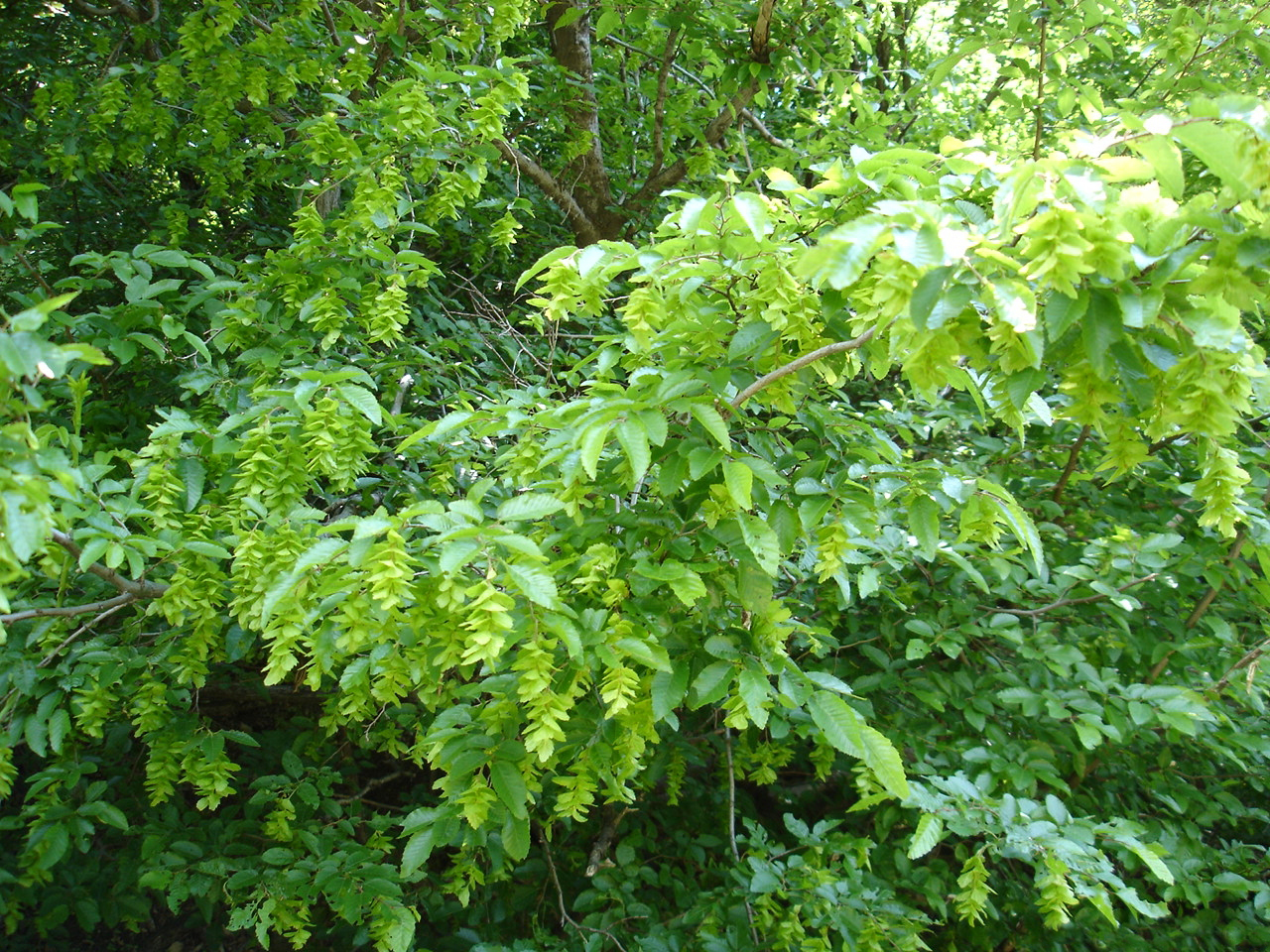
Gebladerte

... · 
C. betulus (haagbeuk) · 
C. cordata (hartbladige haagbeuk) · 
C. orientalis (oosterse haagbeuk) · 
...